# 十進法
十進法（、英: decimal system）とは、十を底（）とし、底およびその冪を基準にして数を表す方法である。

## 記数法
十進記数法とは、十を底とする位取り記数法である。十進記数法では十種類の数字を並べることで数を表す。用いられる数字は例えば漢数字（〇、一、二、三、四、五、六、七、八、九）やアラビア数字（0, 1, 2, 3, 4, 5, 6, 7, 8, 9）などがある。以下ではアラビア数字を用いる。
各アラビア数字を自然数
0、1、・・・、9
の数値に対応させ、
{\displaystyle a_{m}a_{m-1}\cdots a_{1}a_{0}.b_{1}b_{2}\cdots b_{k}}
という数字列で表現する。（ただし、{\displaystyle a_{*}}、{\displaystyle b_{*}} はそれぞれの 0 から 9 を示すいずれかの数字であり、{\displaystyle a_{m}\neq 0} とする）
この数字列が、
{\displaystyle a_{m}\times 10^{m}+a_{m-1}\times 10^{m-1}+\cdots +a_{1}\times 10+a_{0}+{\frac {b_{1}}{10}}+{\frac {b_{2}}{10^{2}}}+\cdots +{\frac {b_{k}}{10^{k}}}}
という数値であることを表す。
別の位取り記数法と区別する場合には、(15)10 というように十進表記は括弧および下付の 10 で区別する。
この他、算木も十進記数法であるが、現在は用いられていない。しかし、算木から変化した蘇州号碼は現在も香港などで僅かに使われている。
そろばんは十進法と同じ仕組みだが、文字として表記することはない。十進法のうち、五倍→二倍→五倍→二倍…の循環で繰り上げる方法は、正確には「二・五進法」という。
ローマ数字、漢数字、ヒエログリフ（エジプト数字）などは、十を「10」ではなく新しい文字として表現するが、十進法を基本にしている。
十進法という考え方は古代からあったとみられる。日本の須玖岡本遺跡（福岡県春日市）からは、弥生時代に分銅のように重量を計るため使われた権（けん）という石器が出土しており、基準となる権の十倍の重さのものが見つかっている。

## 命数法
十進命数法とは、十を底とする命数法である。

### 数詞
現在、世界の言語の数詞は十進命数法が圧倒的であり、北京官話、英語、スペイン語、ポルトガル語、ロシア語、日本語、ドイツ語など、話者数の多い言語の大半で使われている。古語ではラテン語も同様である。古語大言語で十進命数法でないのは、二十進法を遺すフランス語などに限られる。
十進命数法は、ヒトの両手の指の数に由来する。数詞が例外なく各桁の数と位から構成される完全な十進命数法は、呉語を除く中国語に見られる。ベトナム語の数詞もほぼ例外がない。朝鮮語、日本語、タイ語の数詞は中国語から輸入したものである。なお、春秋戦国時代までの中国語では、各桁の間に「と」を意味する「又」や「有」を挿入した。『論語』では十五を「十有五」と書かれている。
その他の言語では、十の倍数が一語で表されたり、十一から十九までの数が一語で表されたり、十一から十九までが「十にRを加えた」語で表されたりする例が多い。例えば、英語では、十一は *ten-one ではなく eleven であり、二十は *two-ten ではなく twenty である。また、十の倍数についても、日本語の「みそ」(三十)や漢数詞の「四十」やラテン語の「sexaginta」(六十) というように、「掛ける十」を意味する接尾辞を付けている数詞が多い。
五本指の手が二本あるので、十の他に五も基準にして、「十の累乗数」と「十の累乗数の五倍」で桁を繰り上げる方法がある。これを二五進法と呼ぶ。このような数詞を持つ言語は少なく、ウォロフ語、クメール語などがある。一方、十を二個の五に分ける言語は存在しない。
不規則な数詞は子供の数の能力に悪影響があるという報告がある。
以下に漢語、日本語（大和言葉）、ウォロフ語、英語、ラテン語の数詞を示す。
| 数 | 漢語   | 日本語（大和言葉） | ウォロフ語          | 英語       | ラテン語        |
| -- | ------ | ------------------ | ------------------- | ---------- | --------------- |
| 1  | 一     | ひとつ             | benna               | one        | unus            |
| 2  | 二     | ふたつ             | ñaar                | two        | duo             |
| 3  | 三     | みっつ             | ñetta               | three      | tres            |
| 4  | 四     | よっつ             | ñenent              | four       | quattuor        |
| 5  | 五     | いつつ             | juróom              | five       | quinque         |
| 6  | 六     | むっつ             | juróom benna        | six        | sex             |
| 7  | 七     | ななつ             | juróom ñaar         | seven      | septem          |
| 8  | 八     | やっつ             | juróom ñetta        | eight      | octo            |
| 9  | 九     | ここのつ           | juróom ñenent       | nine       | novem           |
| 10 | 十     | とお               | fukka               | ten        | decem           |
| 11 | 十一   | とおあまりひとつ   | fukka ak benna      | eleven     | undecim         |
| 12 | 十二   | とおあまりふたつ   | fukka ak ñaar       | twelve     | duodecim        |
| 20 | 二十   | はたち             | ñaar fukka          | twenty     | viginti         |
| 21 | 二十一 | はたちあまりひとつ | ñaar fukka ak benna | twenty-one | viginti et unus |

### 単位系
10 を底とする単位には以下のものがある。
- メートル法
- 国際単位系（SI接頭語）
- 百分率、千分率
- 世紀
- 摂氏温度計
- 貨幣制度
発行される貨幣の額面は、5 も基準にする二五進法が普通である。

10 の冪乗に基づく単位系はフランス革命以降に世界規模に拡大したが、それ以前には地域ごとに様々な数に基づく単位系が使用されていた。たとえば、ヤード・ポンド法では1 ヤード = 3 フィート = 36 インチである。中国や日本の尺貫法も、1 丈 = 10 尺 = 100 寸など 10 の冪乗に基づく部分は多いものの、1 斤 = 16 両のような例外も多い。単位系を 10 の冪乗に基づくものに移行することを「十進化」という。

## 「十進法」という表記について
「10」と書いた場合、十進記数法を採用しない限りこれは「十」を意味しない。逆にどのような底をとっても、その進法において底自体は「10」と表せる（例えば 2 は二進法において 10 と表される）。十、百、千などの数詞は狭義の位取り記数法において使われないため、「10進法」でなく「十進法」と書くことで底の曖昧さをなくせる。
その他の底についても、規約として漢数字を用いることとするか、底そのものは必ず十進表記であるとすることで混同を避けられる。英語でも同様に base-10 より decimal や base-ten、base-60 より sexagesimal や base-sixty のように表記することで曖昧さを取り除ける。